# Gendai budō

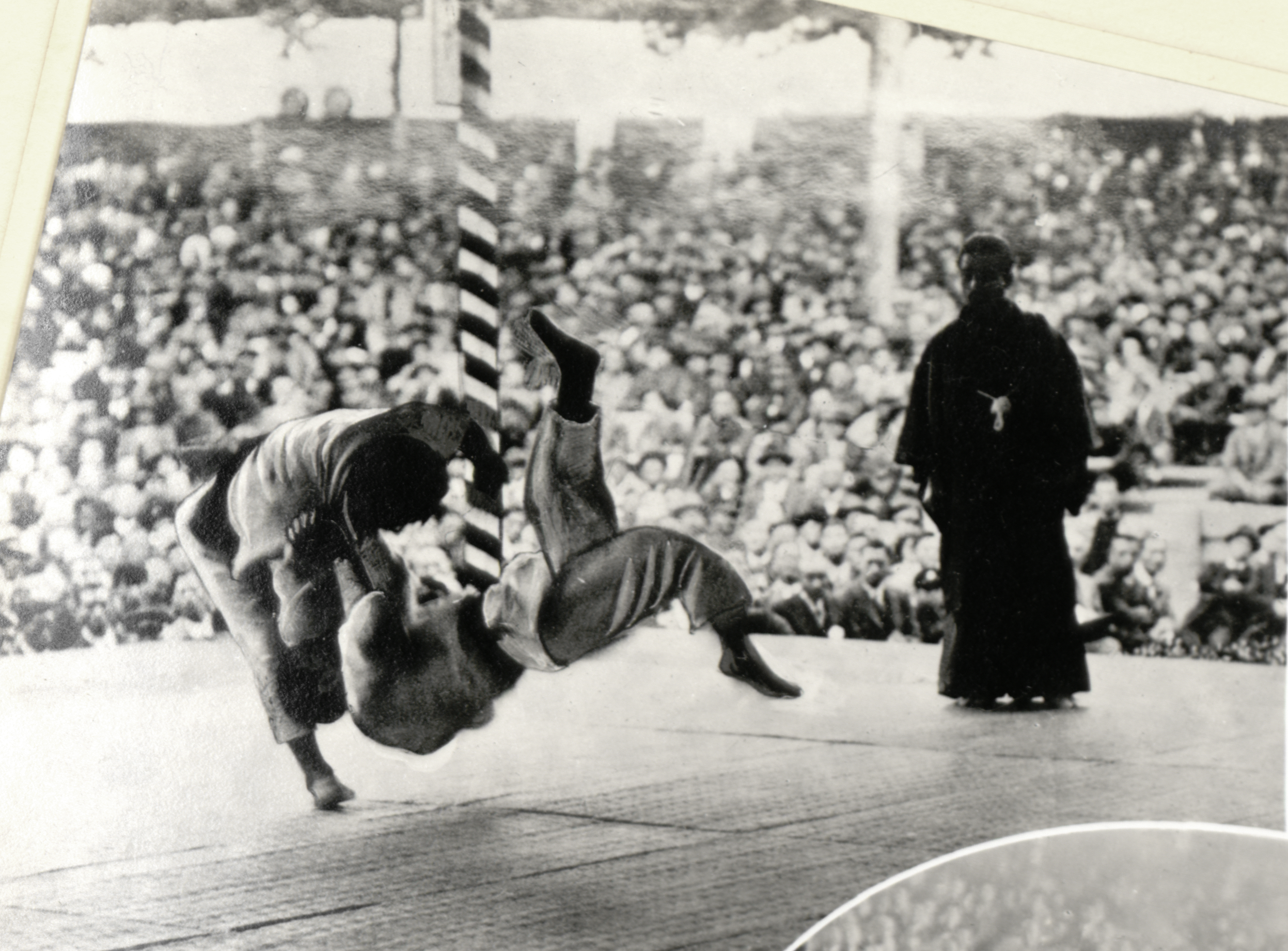
Le judo, créé en 1882, est l'un des premiers gendai budō.

Les gendai budō (現代武道, litt. « arts martiaux modernes ») ou shinbudō (新武道, litt. « nouveaux budō ») sont les arts martiaux japonais qui ont été créés après le début de l'ère Meiji (1868), à l'opposé des koryū, qui sont des « écoles anciennes » d'arts martiaux datant de la période avant Meiji.
1876 , l'année à laquelle le port du sabre a été interdit, est aussi parfois utilisée (Haitōrei).

## Définition et historique
Le gendai budō concerne tout art martial créé après la restauration de Meiji de 1868, c'est-à-dire la fin du Japon des samouraïs et le début de son ère moderne. Les Koryū budō sont les écoles de budō antérieures à 1868.
Les gendai budō trouvent tous leur origine dans les koryū, les arts martiaux traditionnels japonais, mais évoluent différemment et ont leur histoire propre. Par exemple, Jigorō Kanō (1860-1938) a fondé le judo en partie pour tenter de synthétiser la myriade de traditions de ju-jitsu qui existaient à l'époque. Le kendo découle également des nombreuses écoles de kenjutsu qui ont évolué au fil des siècles. L'aikido, le judo, le karaté, le kūdō et le shorinji kempo sont ainsi quelques exemples de gendai budō.
Le gouvernement japonais réutilise ces styles pour former les paysans à devenir de bons soldats avec l'excuse de leur inculquer les valeurs traditionnelles des samouraïs. Après la Seconde Guerre mondiale, les gendai budō sont majoritairement enseignés par des hommes ayant été formés par l'armée, ce qui explique notamment le comportement militaire des dojos ; les koryū,  ne sont en revanche pas enseignés par l'armée.

## Principaux arts martiauxgendai budō
Le concept de gendai budō englobe divers arts martiaux traditionnels et sports de combat avec ou sans armes, tels que le karate-dō, le judo, l'iaidō, le kendō, le kyūdō, le jōdō, le jūkendō, l'aïkido, le naginatajutsu, le kobudō et d'autres arts martiaux apparus après la restauration de Meiji (1868) au Japon à la fin du XIXe siècle et au début du XXe siècle. Ces arts martiaux cherchent à transcender la mise à mort de l'adversaire en donnant une formation éthique et une philosophie de vie à leurs pratiquants tout en cultivant le corps ; ils peuvent être utilisés pour l'autodéfense civile.
Depuis le XXe siècle, les arts martiaux japonais se spécialisent de plus en plus en raison de leur approche sportive ou philosophique, devenant des disciplines de précision et d'exhibition, laissant de côté plusieurs des techniques utiles et nécessaires à l'autodéfense, qui faisaient auparavant partie intégrante ou complémentaire de leur contenu. Ces disciplines se basent principalement sur des techniques de désarmement, de frappe, différents types de luxation et d'immobilisation, de frappe des points vitaux, du maniement des armes traditionnelles, des techniques de premiers secours et de réanimation :
- Judo : l'accent est mis sur les projections, les enlèvements, les étranglements, les soumissions et les luxations, y compris quelques frappes aux points vulnérables et nerveux. Des compétitions internationales sont organisées.
- Karaté : l'accent est mis sur le blocage et les contrôles défensifs, et tous les types de frappes du poing ou du pied, les frappes à main ouverte, les coups de pied, les balayages, les coudes, les genoux, quelques luxations, les projections et les étranglements sont inclus. Il y a également des compétitions sportives, de forme ou de kata, et des compétitions de combat semi-contact ou point et contact.
- Aïkido : l'accent est mis sur des techniques de luxation (notamment du poignet, du coude et de l'épaule), de projection, d'immobilisation, d'étranglement, et de maniement de certaines armes traditionnelles (bokken, jō, tantō, bō, tanbō), ainsi que l'utilisation discrète de diverses frappes sur des points vulnérables et nerveux. Il n'y a pas de compétitions sportives, mais des échanges de techniques, par le biais de séminaires et de congrès nationaux et internationaux.
- Kūdō : art martial mixte qui met l'accent sur la frappe, la projection, l'étouffement et la dislocation.
- Kendō : l'accent est mis sur le maniement du sabre de bambou ou shinai en combat, et du sabre de bois bokken, ou sur l'utilisation du vrai sabre katana dans ses formes ou kata, y compris l'utilisation d'une armure d'entraînement ou bōgu, et le combat sportif.
- Kyūdō : l'accent est mis sur le tir à l'arc avec un arc et des flèches.
- Jōdō : l'accent est mis sur le maniement du jo (bâton de taille moyenne, d'une longueur d'environ 1,10 m à 1,30 m), par opposition à d'autres armes traditionnelles telles que le sabre en bois (bokken).
- Iaidō : l'accent est mis sur le maniement et le retrait du sabre d'entraînement ou Iai-To du fourreau au moyen de katas (ou formes), qui représentent diverses situations de combat. Il y a des compétitions de formes et de coupes contre des cibles en bambou.
- Naginatajutsu : l'accent est mis sur le maniement de la naginata ou hallebarde. Il y a des compétitions similaires à celles du Kendo.
- Kobudō : l'accent est mis sur le maniement des armes traditionnelles japonaises et okinawaïennes, telles que le rokushakubō (un bâton d'environ 1,83 m de long, communément appelé long bâton ou bō), le saï (dague courte et émoussée), le tonfa (gourdin à poignée), le kama (faucille japonaise) et le nunchaku (bâton composé de deux sections de bois reliées par une corde ou une chaîne), entre autres. Il y a des compétitions de formes ou de kata et des démonstrations de combat.
- Jūkendō : l'accent est mis sur le maniement de la baïonnette. Il existe des compétitions similaires au kendo.
- Tankendō : l'accent est mis sur le maniement de l'épée courte.

L'art japonais du sumo est parfois défini comme un gendai budō, ce qui est incorrect car le sumo est un art ancien qui a gagné en popularité et en couverture médiatique à l'ère moderne.

## Systèmes de classement
Tandis que les koryū n'utilisent pas le système de classement populaire des dan, c'est le cas des gendai budō.
Ce classement a remplacé les divers certificats décernés dans les koryū. Les gendai budō ne contiennent généralement pas les mêmes serments et rituels d'entrée que les koryū, tels que le keppan (« serment de sang »). Alors que dans la plupart des dojo gendai budō, tout le monde est le bienvenu à condition de respecter les règles de conduite de base, les instructeurs de koryū examinent souvent les candidats de manière stricte. Le but premier du gendai budō est le développement spirituel et mental par l'étude et l'application de techniques et d'enseignements métaphysiques de l'Asie de l'Est.[réf. nécessaire]